# Biomethan

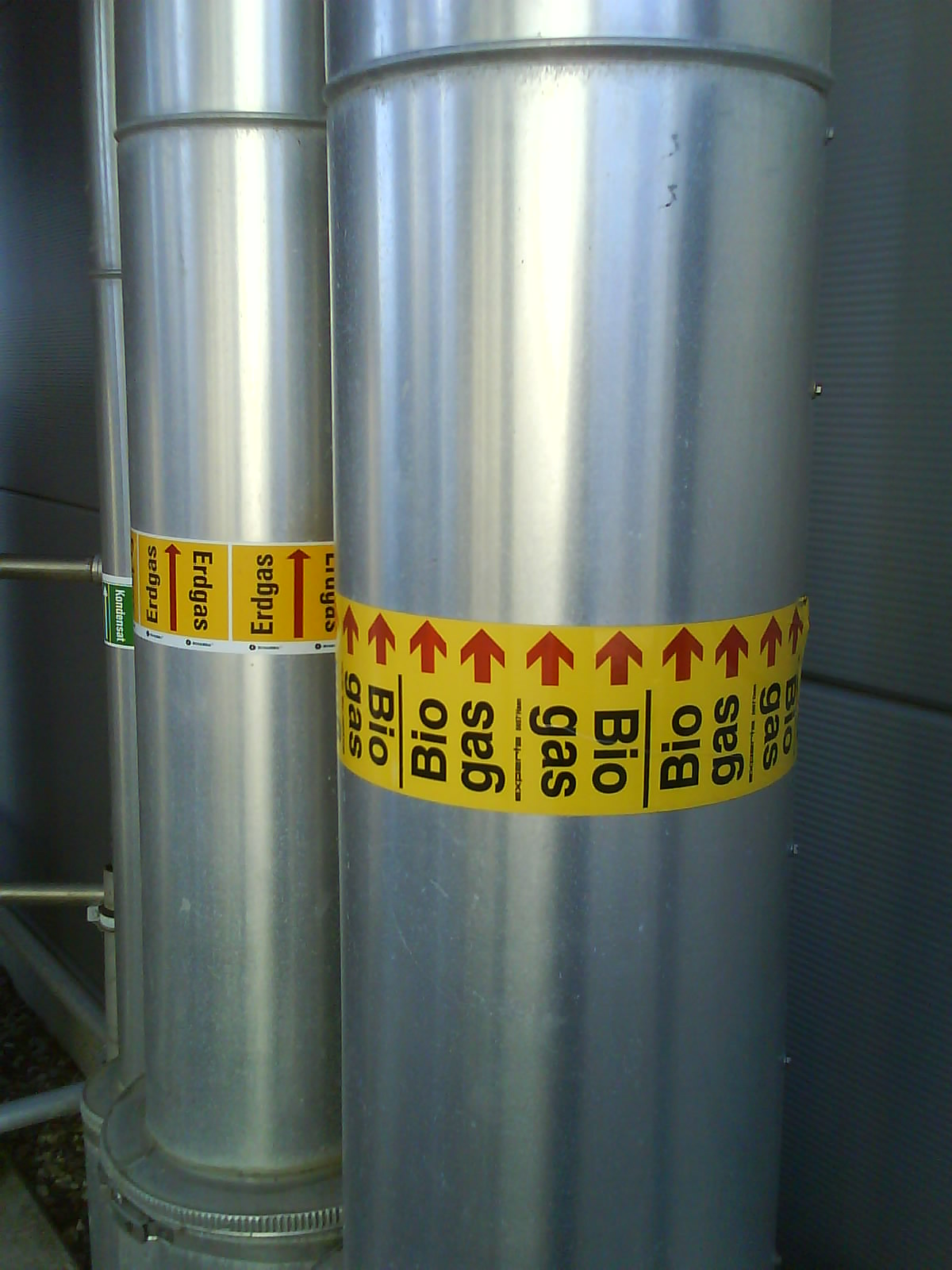
Rohrleitungen für Erdgas und Bioerdgas

Als Biomethan (synonym Bioerdgas) wird Methan bezeichnet, das nicht fossilen Ursprungs ist, sondern aus biogenen Stoffen erzeugt wurde und Bestandteil von Biogas ist. Zur Erzeugung kommen sowohl natürliche als auch technische Verfahren infrage. Anwendung findet Biomethan für die Produktion von Elektrizität und Wärme in Blockheizkraftwerken (BHKW), Gaswärmepumpen, Brennstoffzellen sowie als Treibstoff für Fahrzeuge. Vor Anwendung und Verteilung muss produziertes Biogas zu Biomethan aufbereitet und von anderen Gasbestandteilen separiert werden.

## Entstehung
Methan kann sowohl technisch erzeugt werden als auch natürlich entstehen.
Biomethan kann technisch über Synthesegas aus einer Biomasse-Vergasung produziert werden. Das so erzeugte Biomethan bezeichnet man englisch auch als Synthetic Natural Gas.
Derzeit häufiger verwendet wird jedoch das sogenannte „Biogas“. Es entsteht beim Zersetzen von organischem Material unter Sauerstoffausschluss. Technisch kontrolliert finden diese Vorgänge in Biogasanlagen statt. Größte Fraktion des erzeugten Biogases ist das Methan (CH4) mit 50 – 75 %. Daneben entstehen größtenteils Kohlenstoffdioxid (CO2), aber auch andere Gase wie N2, NH3, H2, H2S, O2, flüchtige organische Verbindungen, Siloxane und Thiole. Für die Erzeugung von Biogas in Biogasanlagen kommen in der Regel Energiepflanzen, Gülle, Stroh und gelegentlich organische Reststoffe als Substrate zum Einsatz. Biomethan entsteht aber auch natürlich als Komponente des Biogases in sauerstofflosen Schichten unter der Erdoberfläche, Moore, Sümpfe, anaeroben Bereichen von Sedimenten und Reisfeldern, sowie unkontrolliert in Deponien, Güllebehältern oder durch Emissionen in der Tierhaltung.
2012 wurde in Zörbig (Sachsen-Anhalt) die erste Anlage in Betrieb genommen, die aus (2017) jährlich 260.000 Tonnen Stroh Biomethan erzeugen kann. Das Deutsche Biomasseforschungszentrum in Leipzig schätzt das Potential in Deutschland auf 8–13 Mio. Tonnen, in Osteuropa auf 240 Mio. Tonnen, wobei 8 Mio. Tonnen 2,5 Gigawattstunden oder anschaulich dem Energiebedarf von 4 Mio. Erdgasfahrzeugen entspricht.

## Aufbereitung
Vor der Einspeisung in das Gasleitungsnetz werden die fermentativ erzeugten, mit Wasserdampf gesättigten Rohgase auf Erdgasqualität aufbereitet. Diese Gasaufbereitung umfasst vor allem eine weitgehende Entfernung von Wasser, Kohlenstoffdioxid und Schwefelwasserstoff, sowie eine Konditionierung und Verdichtung. Damit Biomethan als Erdgas-Substitut verwendet werden kann, muss insbesondere eine Anpassung des Brennwerts (Wobbe-Index) erfolgen. Abhängig von den technischen und wirtschaftlichen Randbedingungen werden verschiedene Gasaufbereitungsverfahren angewandt und miteinander kombiniert.
Die ersten Schritte der Aufbereitung und Grobreinigung (Entfeuchtung und Entschwefelung) erfolgen bereits in der Biogasanlage. Das erzeugte Rohbiogas enthält nach diesen Schritten einen Methananteil von durchschnittlich 50 bis 60 % und einen Kohlenstoffdioxidanteil von 35 % bis 45 %. Der Rest setzt sich aus Stickstoff, Sauerstoff und anderen Gasen zusammen.
Bei der nachgeschalteten Aufbereitung zu Biomethan wird insbesondere der Bestandteil Kohlenstoffdioxid sowie verbliebene Spuren von Schwefelwasserstoff durch verschiedene physikalische oder chemische Verfahren (Absorption, Adsorption oder Filtrierung) aus dem Biogas entfernt und das Methan stark angereichert. Das resultierende Biomethan wird konditioniert (Brennwertanpassung mittels LPG (Flüssiggas) wie Propan und Butan oder Luft) und nachfolgend zur Einspeisung in das Erdgasnetz oder zur Bereitstellung als Biokraftstoff verdichtet.
Weiterhin muss über eine Gasbeschaffenheitsmessung die Erhebung wichtiger Parameter des eingespeisten Gases (Brennwert, Heizwert, Wobbe-Index, Dichte etc.) und eine Bestimmung der übergebenen Energiemenge (Abrechnungsbrennwert) erfolgen. Ziel dieser Anforderungen an die Gasbeschaffenheit ist die Bereitstellung der gleichen Gasqualität (besonders hinsichtlich des Brennwertes) für die Nutzer und die Abrechnung der bezogenen Energiemengen. Hinzu kommt aus Sicherheitsgründen eine Odorierung des Gases, damit das durchsichtige und geruchlose Gas über den Geruchssinn detektiert werden kann.
Mögliche Aufbereitungsschritte sind somit:
- Entschwefelung                da Schwefelwasserstoff zu Korrosion führen würde
  - Grobentschwefelung
    - Biologisch                   mit schwefeloxidierenden Mikroorganismen
    - Chemisch                     mit Fällmitteln wie Eisenoxid, die S binden

  - Feinentschwefelung            durch Adsorption an Aktivkohle oder Zinkoxid
- Gastrocknung                   gegen Korrosion durch Verdichtung und/oder Kühlung
  - Adsorption                    Bindung von Wasser an Kieselgele oder Aluminiumoxid
  - Kondensation                  durch Kühlung
- CO2-Abtrennung      drucklose Aminwäsche, Druckwasserwäsche, Druckwechseladsorption oder Membrantechnik
- Konditionierung                Anpassung des Brennwertes über Gaszusammensetzung
- Odorierung                     damit austretendes Gas über den Geruch erkannt wird
- Verdichtung                    auf Leitungsdruck

Die Aufbereitung von Biogas/Klärgas unter Normaldruck und Einspeisung in das Erdgasnetz mit einem Druck von unter 100 mbar wurde in Meilen (Schweiz) im Juni 2008 nach dem BCM-Verfahren weltweit erstmals realisiert und erweist sich gegenüber einer Aufbereitung unter Druck als energetisch deutlich vorteilhafter. Da dieses Biomethan vor Ort dezentral verwendet wird, reduzieren sich dazu zusätzlich die Transportkosten für Erdgas. Gegenüber einer Aufbereitung unter Druck bestehen bei einer drucklosen Aufbereitung zu Biomethan deutlich geringere Methanverluste. Auf eine Propandosierung zur Brennwertanpassung wird hier verzichtet. Propan kann so als hochwertiger Chemierohstoff weiter verwendet werden, anstatt, dass er verbrannt wird.

## Einspeisung
Hinsichtlich der Biogasqualität bestehen drei Standards für die Einspeisung:
- Austauschgas (entspricht Erdgasqualität; unproblematische Einspeisung bei Druckanpassung) z. B. aufbereitetes Biogas (wird auch als Biomethan bezeichnet), aufbereitetes Grubengas oder Synthetic Natural Gas
- Zusatzgas (begrenzt zumischbar; unterschiedliche Zusammensetzung und Energiemenge zu Grundgas).[10] Die Möglichkeit zur Beimischung ist dabei stark abhängig von der Gasbeschaffenheit und dem Nutzungsspektrum im nachgelagerten Gasnetz.
- Gereinigtes Biogas, welches noch nicht durch die Abtrennung von CO2 auf Erdgas-Beschaffenheit angepasst wurde, wird in sogenannte Satelliten-Anlagen in kleinen Ortsnetzen in der Regel mit Satelliten-Blockheizkraftwerk und einem Wärmenetz über eine eigene Leitung eingespeist. Hierbei kommt es zu keiner Vermischung mit fossilem Erdgas.[11]

Für die Übernahme von Biomethan in das Erdgasnetz muss es in den wesentlichen Eigenschaften dem Erdgas entsprechen. Innerhalb der durch das DVGW-Arbeitsblatt G 260 festgelegten Brenngasfamilie „Methanreiche Gase“ und der darin enthaltenen Gruppen L („low“) und H („high“) muss das Biomethan folgende Werte einhalten:
1. Wobbe-Index von L-Gas: WS,N = 11,0–13,0 kWh/m³, Nennwert = 12,4 kWh/m³; darf zeitlich begrenzt bis auf 10 kWh/m³ fallen.
2. Wobbe-Index von H-Gas: WS,N = 13,6–15,7 kWh/m³, Nennwert = 15 kWh/m³; darf zeitlich begrenzt bis auf 12 kWh/m³ fallen.

Insbesondere innerhalb der H-Gruppe ist entsprechend aufbereitetes Biogas bei weitgehender Kohlendioxidentfernung mit einem Brennwert von etwa 10,6 kWh/m³ nur als Zusatzgas möglich. (Ohne Anreicherung mit z. B. Propan kann durch Aufbereitung von Biogas kein Gas mit höherem Brennwert als dem von reinem Methan (11,06 kWh/m³) erzeugt werden.)

### Verbreitung und Ökonomie
Wegen der Höhe der erforderlichen Investitionen gilt die Biogasaufbereitung erst ab einer Kapazität von etwa 250 m³ bis 500 m³ Biomethan pro Stunde als wirtschaftlich. Das entspricht einer elektrischen Anlagenleistung von 1 MW bis 2 MW bei direkter Biogasverstromung im Blockheizkraftwerk (BHKW). In Deutschland waren im November 2017 190 Anlagen zur Biomethanerzeugung mit einer Gesamtkapazität von 1 Mia. m³ pro Jahr in Betrieb.
Für 2017 werden bundesweit 191 laufende Anlagen mit einer Leistung von 113.000 m³/h erwartet. Erklärtes Ziel der Bundesregierung ist es, dass in Deutschland im Jahr 2020 etwa 60 Milliarden kWh Biomethan pro Jahr erzeugt werden. Das entspricht der Kapazität von rund 1200 bis 1800 Biomethananlagen und somit einem Neubau von mindestens 120 Anlagen pro Jahr mit einem Investitionsvolumen in Anlagentechnik von 10 – 12 Mrd. €. Zur Bereitstellung der Energiepflanzen für die Biogasproduktion, müssten bis 2020 1,2 Mio. ha Anbauflächen zur Verfügung stehen.
Um das Ziel zu erreichen, müsste die Biogaserzeugung gegenüber 2007 um 150 % steigen, unter der Voraussetzung, dass sämtliches Biogas zu Biomethan aufbereitet wird. Bei Verstromung in BHKWs könnten so etwa 4 % des Strombedarfs gedeckt werden.
Biomethan wird – wie Biogas – insbesondere über das Erneuerbare-Energien-Gesetz subventioniert. Eine Wettbewerbsfähigkeit gegenüber der Substitutionsenergie Erdgas ist derzeit weder gegeben noch absehbar. Unter Annahme der Fortführung der klassischen Ölpreisindexierung des Erdgaspreises läge die Wirtschaftslichkeitsschwelle von Biomethan jenseits von (bislang unerreichten) 230 US-$/Barrel Brent-Rohöl. Allerdings ist fraglich, ob die Ölpreisbindung zukünftig – zumindest in bisheriger Form – weiterhin Bestand hat. Auf dem inländischen deutschen Erdgasmarkt setzen sich zunehmend Großhandelspreise durch, beispielsweise die Notierungen an der Leipziger Energiebörse EEX, die im Regelfall unter den ölindexierten Preisen liegen.

## Nutzung

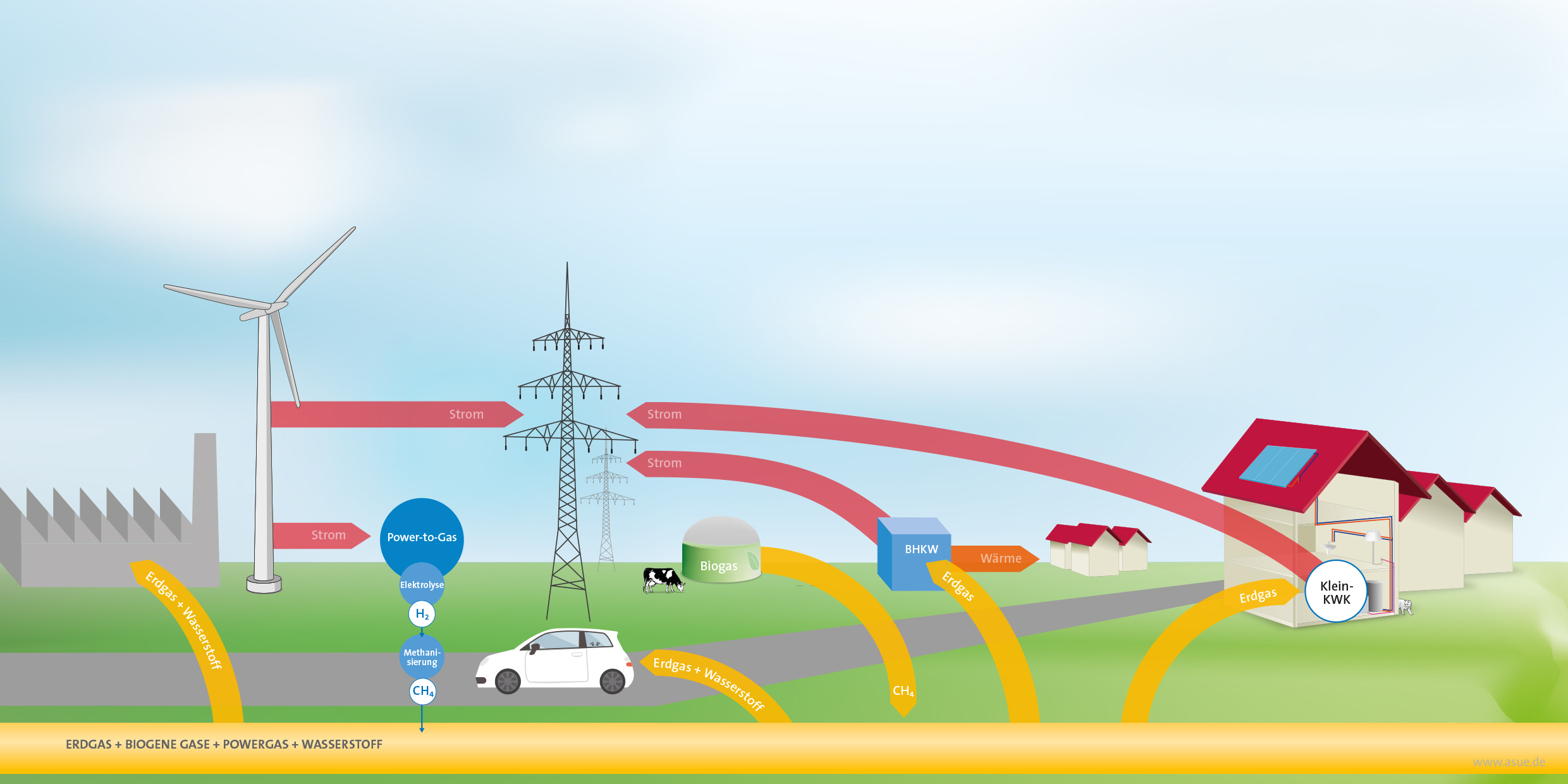
Biogas und Biomethan als Bindeglied in der Sektorenkopplung.

Biomethan wird energetisch nutzbar, indem es entweder in das Erdgasnetz eingespeist (Bioerdgas) oder als Biokraftstoff für Erdgasfahrzeuge verwendet wird. Während der Einspeisung eine zunehmende Bedeutung zukommt, stellt die Nutzung von Biomethan als Kraftstoff bisher nur eine Nischenanwendung dar. In Mecklenburg-Vorpommern wird ab 2011 dem Erdgas-Kraftstoff bis zu 10 Prozent Bio-Erdgas beigemischt. Im November 2010 hatten bereits die Stadtwerke München (SWM) begonnen, an ihren sieben Erdgastankstellen im Stadtgebiet 50 Prozent Bio-Erdgas beizumischen.

### Einspeisung in das Erdgasnetz
Bei der Gasentnahme aus dem Erdgasnetz erfolgt die Differenzierung zwischen Erdgas und Biomethan theoretisch. Die Produktkette wird mittels Massenbilanzierung im DENA Biogasregister sichergestellt. Eine dem eingespeisten Biomethan äquivalente Menge Erdgas wird an einer beliebigen Stelle des Netzes entnommen. Einzelne Gasversorger bieten gegen Aufpreis die Lieferung von Erdgas mit Biomethananteil an, als umweltfreundlichere Alternative zu reinem Erdgas.

### Nutzung zur Wärme- und Stromerzeugung
Ein Großteil des in das Erdgasnetz eingespeisten Biomethans wird zur Strom- und Wärmeerzeugung genutzt, da die Betreiber zum Teil erhöhte Stromvergütungen nach dem Erneuerbare-Energien-Gesetz erhalten. Zur Nutzung des Biomethans kommen dabei verschiedene Technologien zum Einsatz:
- Blockheizkraftwerke (BHKW): Ein Gasmotor treibt einen Generator an. In dezentralem Einsatz wird die Anlage dem Wärmebedarf entsprechend betrieben, der Strom wird selbst genutzt oder ins Verteilnetz eingespeist.
- Brennstoffzellen (BZ): Das Biomethan wird in Kohlenstoff und Wasserstoff zerlegt und reagiert in der BZ an einer Membran mit Sauerstoff zu Wasser und CO2. Die Brennstoffzelle wird in der Regel wärmegeführt betrieben. Der Strom wird selbst genutzt oder ins Verteilnetz eingespeist. Der Gesamtwirkungsgrad liegt höher als beim BHKW.
- Gaswärmepumpen (GWP): Ein Gasmotor treibt einen Verdichter bzw. Kompressor an. Ebenfalls Wärmegeführt; keine Stromeinspeisung. Verschiedene Temperaturniveaus aus Wärmepumpe, Motorkühlwasser und Motorabgas erlauben verschiedenste Anwendungen.

### Nutzung als Kraftstoff
| Biokraftstoff               | Ertrag/ha | Kraftstoffäquivalenz [l] | Kraftstoffäquivalent pro Fläche [l/ha] | Fahrleistung [km/ha] |
| --------------------------- | --------- | ------------------------ | -------------------------------------- | -------------------- |
| Pflanzenöl (Rapsöl)         | 1590 l    | 0,96                     | 1526                                   | 23300 + 17600        |
| Biodiesel (Rapsmethylester) | 1550 l    | 0,91                     | 1411                                   | 23300 + 17600        |
| Bioethanol (Weizen)         | 2760 l    | 0,65                     | 1794                                   | 22400 + 14400        |
| Biomethan (mit Mais)        | 3540 kg   | 1,4                      | 4956                                   | 67600                |
| BtL (aus Energiepflanzen)   | 4030 l    | 0,97                     | 3909                                   | 64000                |
| BtL (aus Stroh)             | 1361 l    | 0,97                     | 1320                                   | 21000                |

1. ↑  1 l Biokraftstoff bzw. 1 kg Biomethan entspricht dieser Menge konventionellen Kraftstoffs
2. ↑  ohne Nebenprodukte
3. ↑  separate Berechnung, nicht auf den anderen Daten basierend
4. 1 2 3   mit Biomethan aus Nebenprodukten Rapskuchen/ Schlempe/ Stroh
5. 1 2  auf Basis von FT-Kraftstoffen

Biomethan kann, ebenso wie Erdgas, als Treibstoff in Kraftfahrzeugmotoren genutzt werden, bisher wird Biogas allerdings selten auf diesem Weg verwertet. Fahrzeuge, die für den Einsatz von reinem oder bivalentem Erdgasbetrieb umgerüstet sind, können auch mit Biomethan betrieben werden. Im Gegensatz zu Erdgas ist Biomethan allerdings nahezu CO2-neutral. Mit Einspeisung von Biomethan in das Erdgasnetz enthält zudem auch das als Kraftstoff genutzte Erdgas einen Anteil Biomethan.
Insgesamt gibt es in Deutschland derzeit um die 130 Erdgastankstellen, an denen Biokraftstoff aus 100 Prozent Biomethan angeboten wird. Davon werden momentan 115 vom Biokraftstoff-Hersteller Verbio beliefert.
Die begonnene Markteinführung der Brennstoffzelle, der hohe zu erzielende elektrische Wirkungsgrad und die inzwischen erreichten hohen Standzeiten lassen den Einsatz von Biomethan in einer Brennstoffzelle in Zukunft interessant erscheinen, da aus erneuerbaren Rohstoffen Strom und Wärme erzeugt wird.

## Rechtlicher Rahmen
Die Biogaseinspeisung wird von zahlreichen rechtlichen Regelungen bestimmt, darunter in Deutschland das Erneuerbare-Energien-Gesetz (EEG), das Erneuerbare-Energien-Wärmegesetz (EEWärmeG),  das Energiewirtschaftsgesetz, die Gasnetzentgeltverordnung sowie Regelwerke des DVGW. Durch die seit April 2008 gültige Gasnetzzugangsverordnung (GasNZV) wurde der Zugang von Biomethan zum Erdgasnetz deutlich vereinfacht. Zudem konkretisiert die Verordnung die Zielsetzung der Bundesregierung für den Ausbau der Biogaseinspeisung: Bis zum Jahr 2020 sollen jährlich 60 Mrd. kWh Biogas und bis zum Jahr 2030 100 Mrd. kWh Biogas in das Gasnetz eingespeist werden. Das wäre rund ein Zehntel der im Jahr 2008 in Deutschland verbrauchten Erdgasmenge von 930 Mrd. kWh.